# آتیاشوو (باشقیرستان)
آتیاشوو (انگلیسی: Atyashevo, Republic of Bashkortostan) یک شهرک در شهرستان فیودوروفسکی استان باشقیرستان کشور روسیه است.